# Torneo di Wimbledon 1949
Il Torneo di Wimbledon 1949 è stata la 63ª edizione del Torneo di Wimbledon e terza prova stagionale dello Slam per il 1949.
Si è giocato sui campi in erba dell'All England Lawn Tennis and Croquet Club di Wimbledon a Londra, in Gran Bretagna.

## Campioni

### Senior

#### Singolare maschile
Ted Schroeder ha battuto in finale  Jaroslav Drobný con il punteggio di 3–6, 6–0, 6–3, 4–6, 6–4.

#### Singolare femminile
Louise Brough Clapp ha battuto in finale  Margaret Osborne duPont con il punteggio di 10–8, 1–6, 10–8.

#### Doppio maschile
Pancho Gonzales /  Frank Parker hanno battuto in finale  Gardnar Mulloy /  Ted Schroeder con il punteggio di 6–4, 6–4, 6–2.

#### Doppio femminile
Louise Brough /  Margaret Osborne duPont hanno battuto in finale  Gertrude Moran /  Patricia Todd con il punteggio di 8–6, 7–5.

#### Doppio misto
Sheila Summers /  Eric Sturgess hanno battuto in finale  Louise Brough /  John Bromwich con il punteggio di 9–7, 9–11, 7–5.

### Junior

#### Singolare ragazzi
Staffan Stockenberg ha sconfitto in finale  John Horn con il punteggio di 6–2, 6–1.

#### Singolare ragazze
Christiane Mercelis ha sconfitto in finale  Susan Partridge con il punteggio di 6–4, 6–2.